# Blind Melon (album)
Albums de Blind Melon
Soup
(1995)
Singles
1. Tones of Home
Sortie : octobre 1992
2. No Rain
Sortie : 8 septembre 1993
3. I Wonder
Sortie : 1993

Blind Melon est un album musical du groupe de rock éponyme. Il est sorti le 22 septembre 1992 sur le label Capitol Records et a été produit par le groupe et Rick Parashar.

## Historique
Après l'enregistrement de leur première démo, The Goodfoot Workshop, le label major Capitol Records commença à s'intéresser  à Blind Melon et leur signa un contrat en 1991. Le groupe se mit alors au travail pour l'enregistrement d'un Ep avec le producteur David Briggs et le résultat fut un mini album de cinq titres intitulé The Sippin' Time Sessions qui ne sortira pas. Shannon Hoon rejoignit brièvement Guns N' Roses pour enregistrer les chœurs de quelques titres et chanter avec Axl Rose la ballade Don't Cry. Il participa aussi au clip vidéo de la chanson, ce qui éveillera la curiosité du public envers Blind Melon.
Le buzz étant fait autour du groupe posa cependant un problème majeur, il n'y avait aucun album de Blind Melon dans les bacs des disquaires. A l'initiative d'un cadre de Capitol Records, le groupe quitta Los Angeles pour Chapel Hill en Caroline du Nord, ville réputée pour sa scène musicale de qualité, mais ne trouvant pas de maison assez grande pour loger le groupe et son matériel, Blind Melon s'installa un peu plus loin a Durham dans une maison louée pour mille dollars par mois sur Trinity Avenue. Les musiciens appèleront cette maison "Sleepyhouse", ils y passerons la majorité de l'hiver 1991 - 1992 à répéter et a enregistrer et elle fera l'objet du neuvième titre de l'album. 
Le groupe se rendra finalement à Seattle pour enregistrer l'essentiel de l'album. Cela se déroulera au London Bridge Studios en compagnie du producteur Rick Parashar (Pearl Jam, Soundgarden, Alice in Chains...) et l'enregistrement et le mixage seront finis dès le début du printemps 1992. L'album ne sortira cependant qu'au mois de septembre suivant, alors que l’intérêt pour le groupe s'était largement dissipé devant la déferlante de la vague "Grunge". Le groupe se mit à tourner intensément aussi bien dans les clubs de taille modeste que dans les stades où le groupe faisait la première partie de Guns 'N Roses.
La sortie des singles, notamment No Rain et son clip vidéo largement diffusé sur MTV, catapulteront l'album à la 3e place du Billboard 200 aux États-Unis. Il se vendra finalement à plus de quatre millions d'exemplaires aux USA et sera certifié quadruple album de platine. Au Canada, il se classa aussi à la 3e place des charts et se vendra à plus de 400 000 exemplaires (4 x disque de platine). Le groupe sera aussi nommé aux 36 eGrammy Awards dans les catégories Best New Artist et Best Rock Performance by a Duo or a Group with Vocalpour la chanson No Rain, mais ne remportera pas les récompenses.
Le groupe passera le reste de l'année 1993 en tournée faisant la première partie de Lenny Kravitz et de Neil Young avant de faire sa première tournée en tête d'affiche en 1994.
Le recto de la pochette est une vieille photo de la sœur du batteur Glenn Graham. Elle y est déguisé en bourdon et le personnage apparaitra dans la vidéo de No Rain.

## Liste des titres
- Tous les titres sont signés par le groupe

| No  | Titre           | Durée |
| --- | --------------- | ----- |
| 1.  | Soak the Sin    | 4:01  |
| 2.  | Tones of Home   | 4:26  |
| 3.  | I Wonder        | 5:31  |
| 4.  | Paper Scratcher | 3:14  |
| 5.  | Dear Ol' Dad    | 3:02  |
| 6.  | Change          | 3:41  |
| 7.  | No Rain         | 3:37  |
| 8.  | Deserted        | 4:20  |
| 9.  | Sleepyhouse     | 4:29  |
| 10. | Holyman         | 4:47  |
| 11. | Seed to a Tree  | 3:29  |
| 12. | Drive           | 4:39  |
| 13. | Time            | 6:02  |

## Personnel
Musiciens
- Shannon Hoon: chant
- Brad Smith: basse, chœurs
- Roger Stevens: guitares
- Christopher Thorn: guitares
- Glenn Graham: batterie, percussions

Musicien additionnel
- Ustad Sabri Khan: Sarangi sur Sleephouse

Équipe technique
- Rick Parashar : producteur, ingénieur du son, mixage
- George Marino: mastering
- Jon Pum: ingénieur du son assistant
- Tommy Steele: direction artistique
- Heather Devlin: photographie

## Position des singles dans les charts
| Date | Single        | Chart                        | Durée du classement | Position |
| ---- | ------------- | ---------------------------- | ------------------- | -------- |
| 1993 | Tones of Home | Mainstream Rock Tracks chart | -                   | 10e      |
| 1993 | Tones of Home | Alternative Songs            | -                   | 20e      |
| 1993 | Tones of Home | UK Singles Chart             | 2 semaines          | 62e      |
| 1993 | No Rain       | Mainstream Rock Tracks chart | -                   | 1er      |
| 1993 | No Rain       | Alternative Songs            | -                   | 1er      |
| 1993 | No Rain       | Single Top 100               | 7 semaines          | 76e      |
| 1993 | No Rain       | ARIA Charts                  | 15 semaines         | 8e       |
| 1993 | No Rain       | Ö3 Austria Top 40            | 1 semaine           | 29e      |
| 1993 | No Rain       | (V) Ultratop                 | 7 semaines          | 31e      |
| 1993 | No Rain       | RMNZ Singles Top40           | 15 semaines         | 15e      |
| 1993 | No Rain       | Mega Top 30                  | 7 semaines          | 22e      |
| 1993 | No Rain       | UK Singles Chart             | 6 semaines          | 17e      |
| 1994 | Change        | UK Singles Chart             | 3 semaines          | 35e      |

## Charts et certifications
| Pays             | Durée du classement | Meilleur classement |
| ---------------- | ------------------- | ------------------- |
| Allemagne        | 9 semaines          | 62e                 |
| Australie        | 5 semaines          | 37e                 |
| Autriche         | 3 semaines          | 35e                 |
| Canada           | 34 semaines         | 3e                  |
| États-Unis       | 44 semaines         | 3e                  |
| Nouvelle-Zélande | 4 semaines          | 27e                 |
| Pays-Bas         | 11 semaines         | 32e                 |
| Royaume-Uni      | 5 semaines          | 53e                 |

| Pays        | Certification | Ventes      | Date       |
| ----------- | ------------- | ----------- | ---------- |
| Canada      | 4 × Platine   | 400 000 +   | 09/10/1996 |
| États-Unis  | 4 × Platine   | 4 000 000 + | 13/11/1995 |
| Royaume-Uni | Argent        | 60 000 +    | 22/07/2013 |